# Aeonium hawbicum
Aeonium hawbicum är en fetbladsväxtart som beskrevs av David Bramwell och Rowley. Aeonium hawbicum ingår i släktet Aeonium och familjen fetbladsväxter. Inga underarter finns listade i Catalogue of Life.